# رجل السندريلا (مسلسل)
رجل السندريلا هو مسلسل تلفزيوني كوري جنوبي من بطولة غوون سانغ وو، إم يونا وهان إيون-غونج. عرض المسلسل على قناة إم بي سي تي في في الفترة من 15 أبريل 2009 حتى 4 يونيو 2009.

## روابط خارجية
- رجل السندريلا على موقع IMDb (الإنجليزية)
- رجل السندريلا على موقع ليتربوكسد (الإنجليزية)
- رجل السندريلا على موقع كينوبويسك (الروسية)
- رجل السندريلا على موقع قاعدة بيانات الفيلم (الإنجليزية)